# Cyathea cooperi
Espèce
Synonymes
- Alsophila cooperi
W. J. Hooker ex F. von Mueller, 1866
- Sphaeropteris cooperi
 (W. J. Hooker ex F. von Mueller) Tryon, 1970

Statut CITES
Cyathea cooperi, également connue comme fougère de Cooper ou fougère arborescente d'Australie, est une espèce de fougère arborescente de taille moyenne à grande, à croissance rapide, originaire de l'est de l'Australie.

## Description
Cette fougère atteint 15 mètres de hauteur avec un tronc de 30 cm de diamètre. Le sommet du tronc et ses crosses sont particulièrement intéressantes, car couverts de longues écailles bien visibles, soyeuses, couleurs paille. La couronne est largement étalée et les feuilles vert clair peuvent atteindre une longueur de 4 à 6 mètres.

## Culture
C'est l'une des fougères arborescentes les plus couramment cultivées, largement utilisée dans les jardins et aménagements paysagers. Elle est rustique et facile à cultiver. Les fortes gelées peuvent tuer les frondes, mais les plantes se rétablissent rapidement. Elle préfèrent les zones abritées, humides mais peuvent être cultivées dans les régions ensoleillées. Elles ne supportent pas bien le plein soleil et doivent être bien arrosées.
Originaire de Nouvelle-Galles du Sud et du Queensland, elle s'est naturalisée en Australie-Occidentale, en Australie-Méridionale et dans des régions de Nouvelle-Galles du Sud d'où elle n'est pas native. Elle s'est également naturalisée à Hawaï, à La Réunion, aux Açores et en Nouvelle-Calédonie et y est devenue envahissante.
Elle est parfois étiquetés à tort C. australis chez certains pépiniéristes.

## Galerie

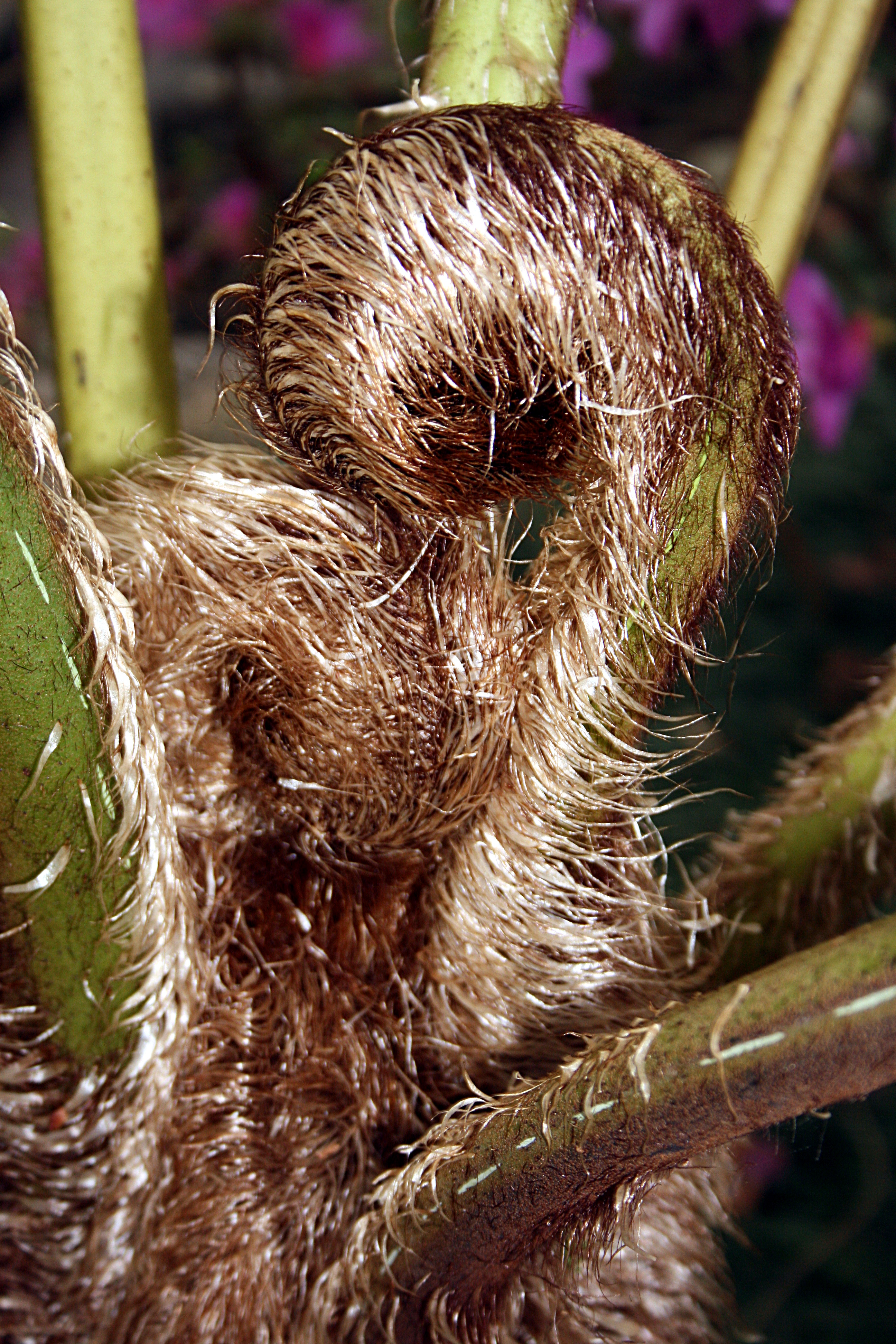
Crosses.
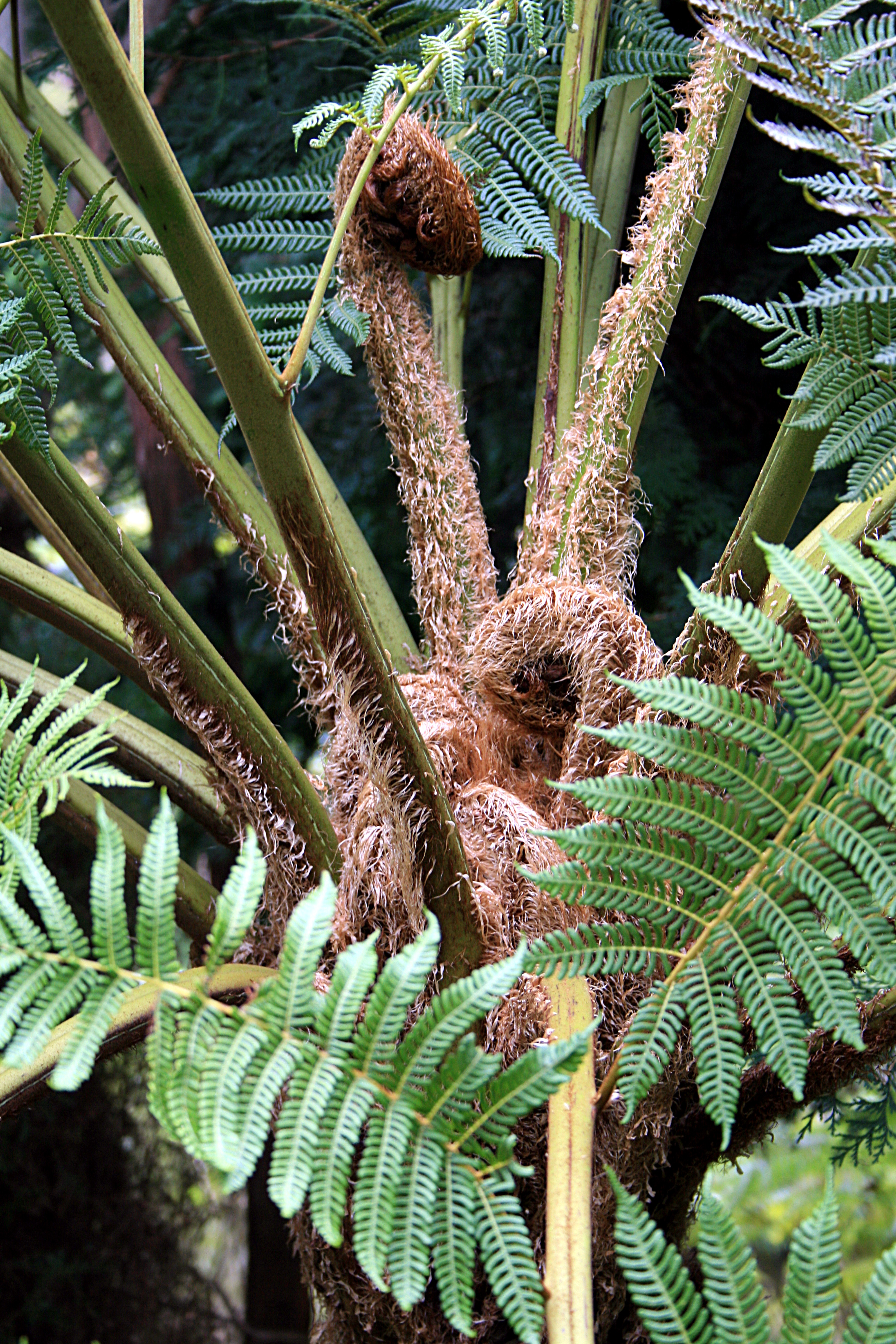
Crosses.
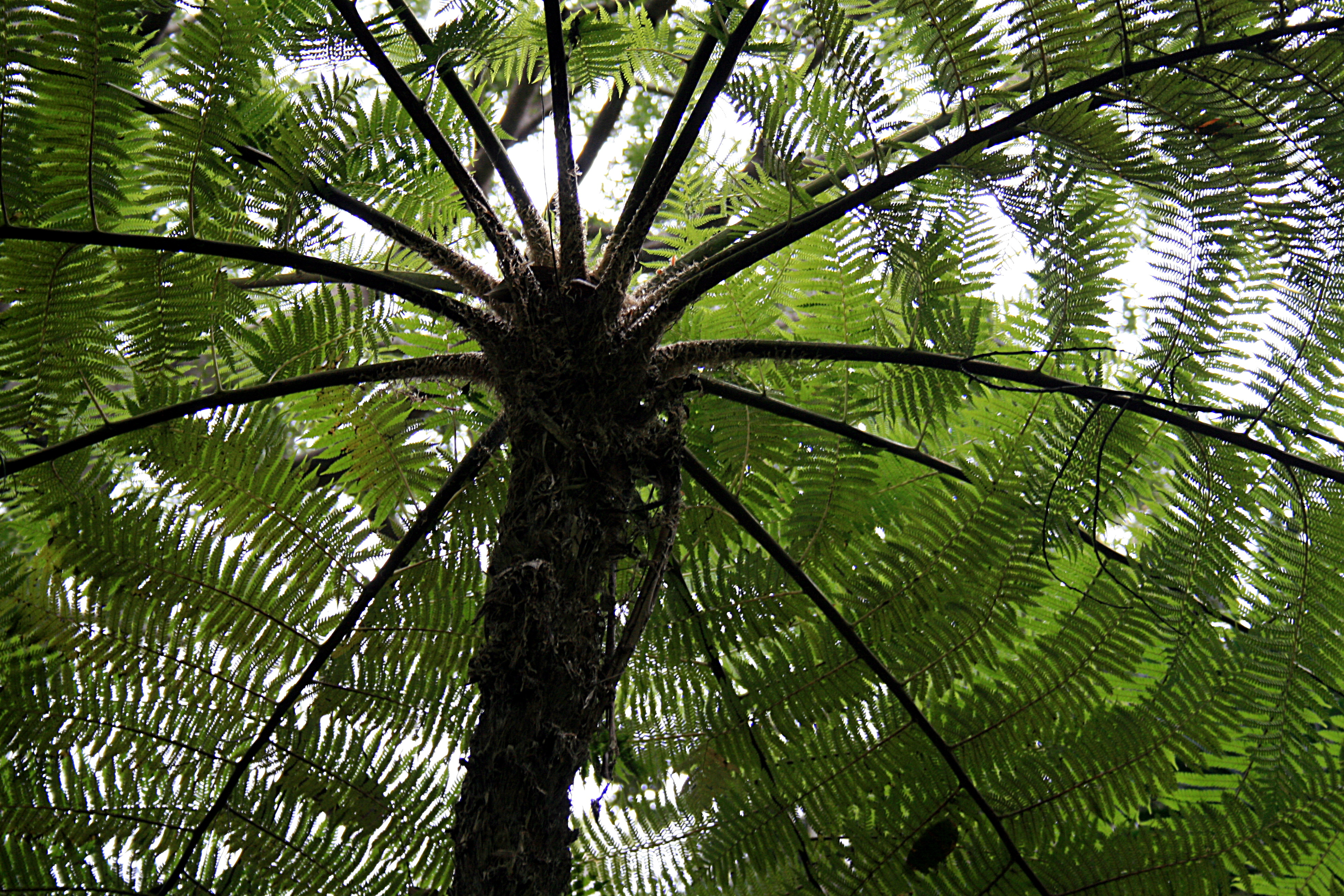
Couronne.
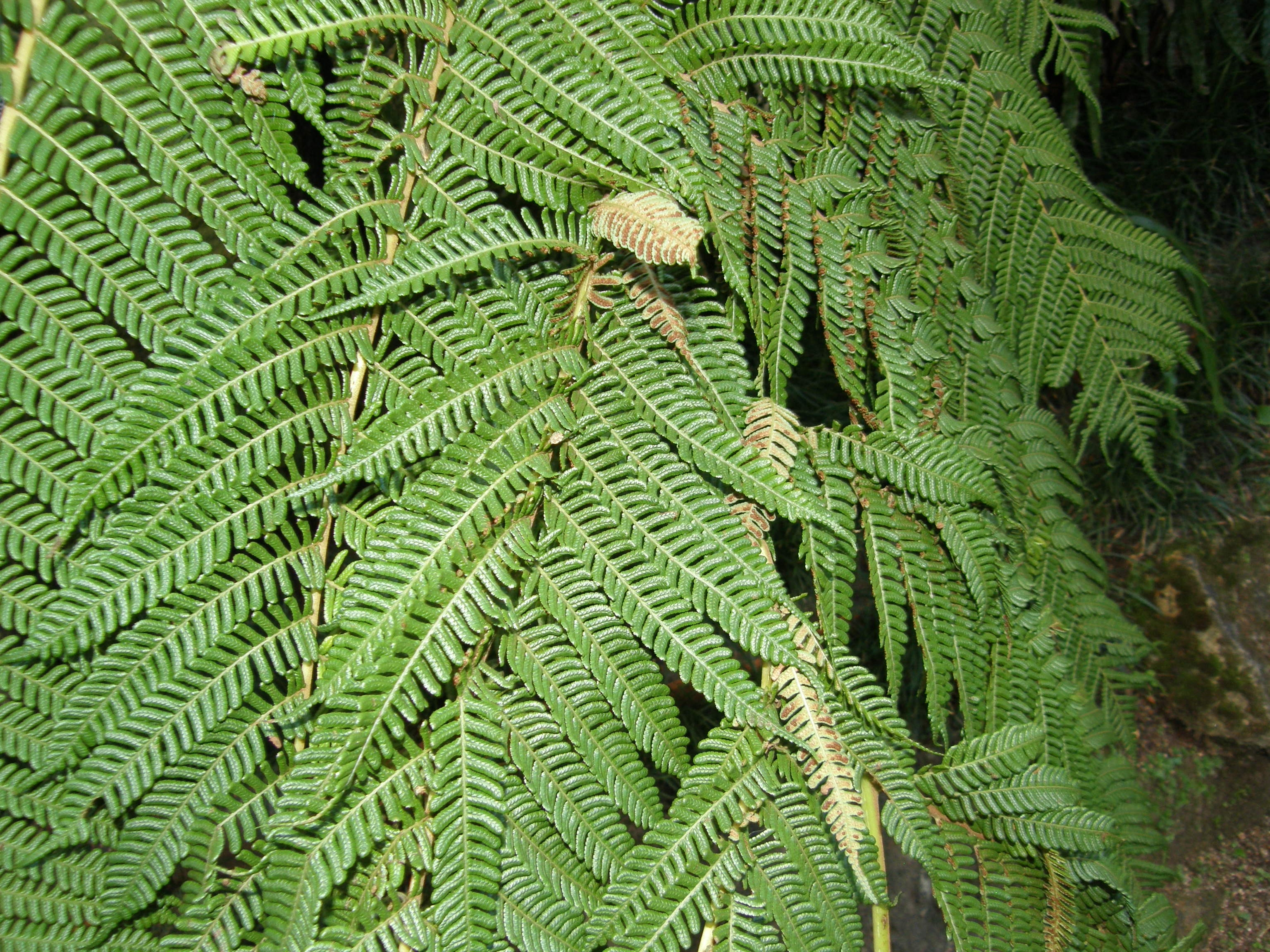
Frondes vues de près.
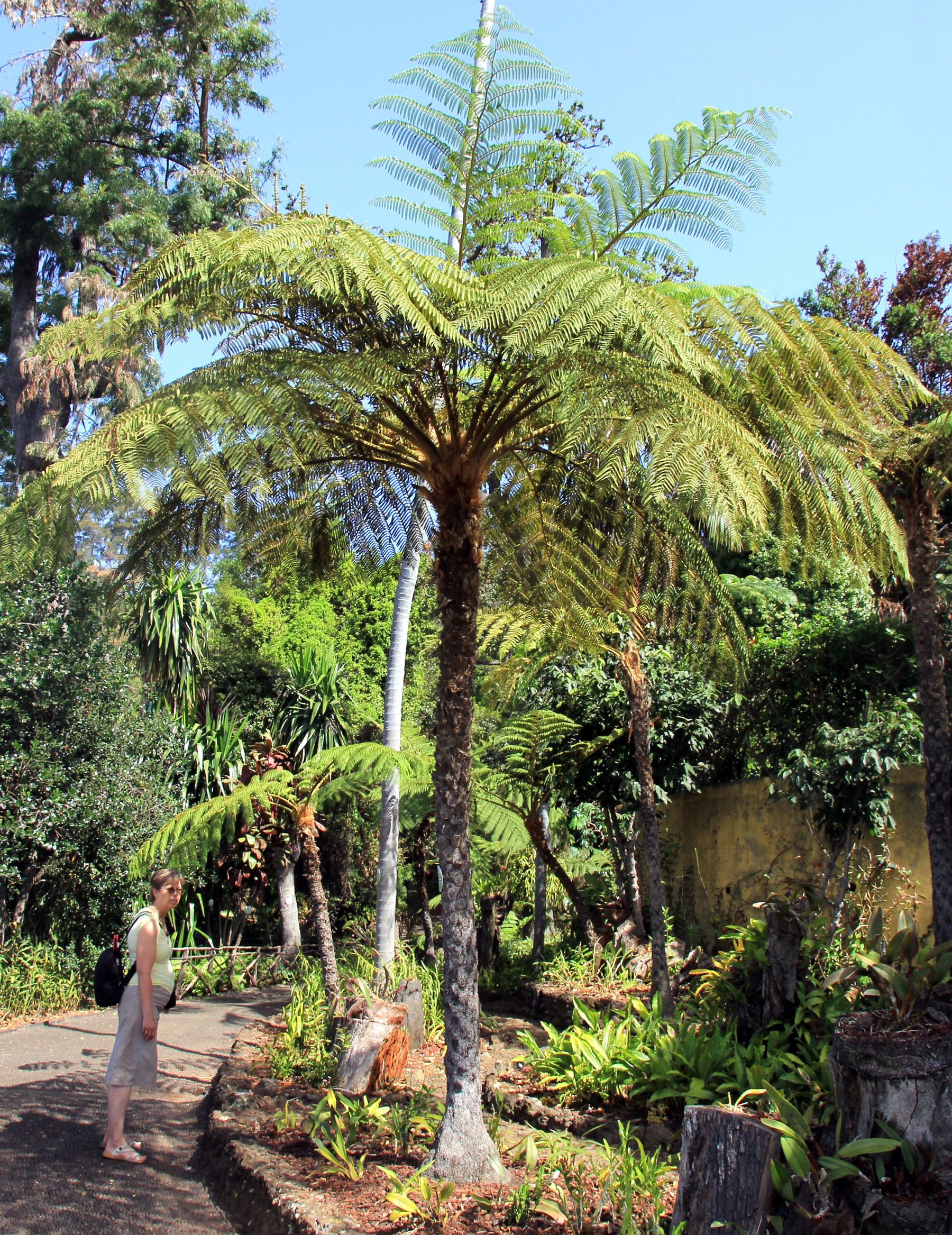
Madeira.
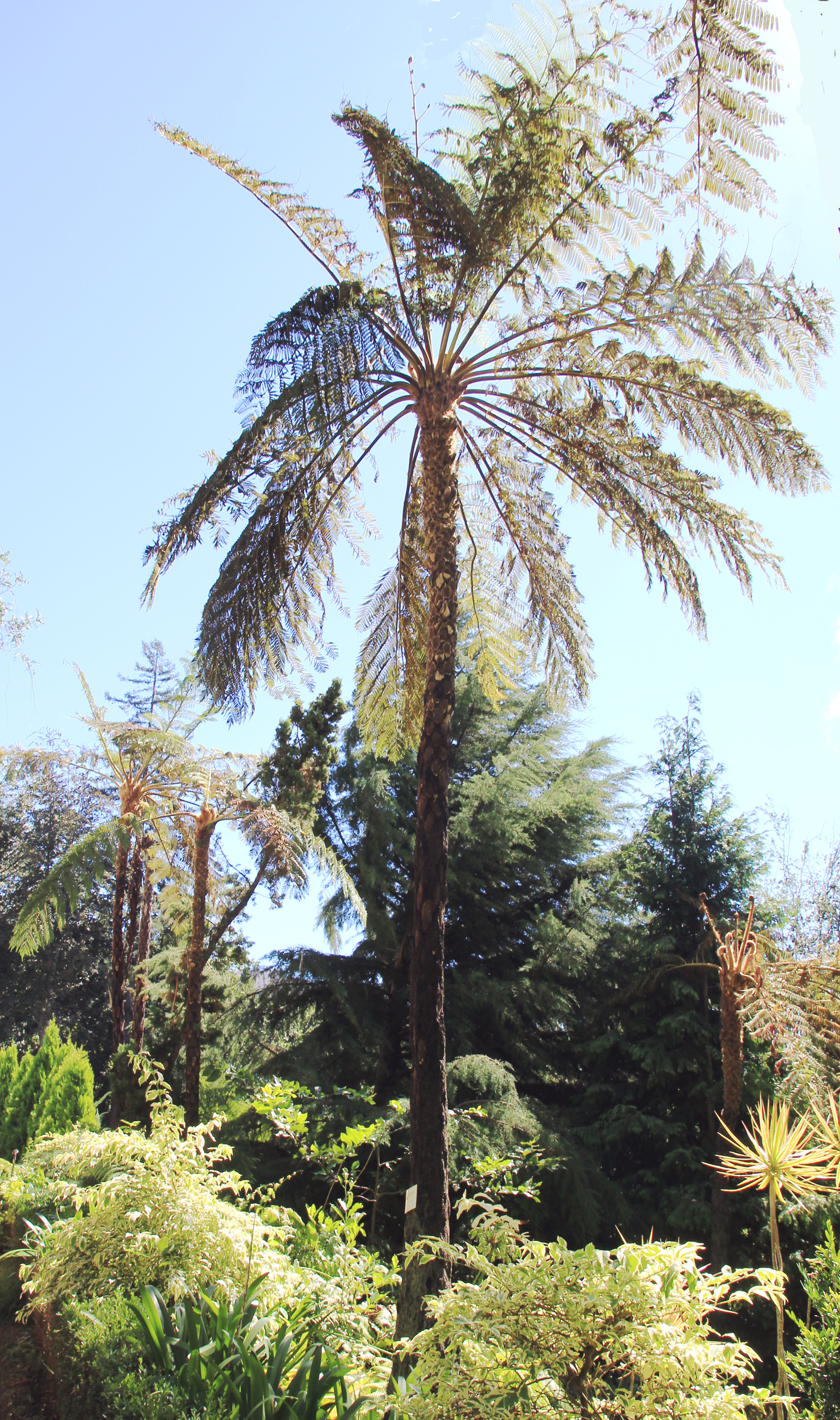
Madeira.